# Руско племство
Племство (рус. дворянство) је било највиши привилеговани друштвени сталеж у Руској Империји.
Руска ријеч за племство, дворјанство, настала је од ријечи двор. Дворјани су били племићи који су служили на двору великог кнеза, а касније императора. Стицање племићког статуса није аутоматски подразумијевало и стицање титуле.

## Историја
Цар Петар Велики је 1722. године установио Табелу рангова (својеврсни закон о државној служби) која је била урађена по узору на западноевропски систем. На основу ње укинуто је додјељивање аристократских бољарских титула, што је довело до краха бољарства.
Привилегије племства су биле записане и правно кодификоване у „Дарованој повељи племству“ из 1785. године. Главна привилегија племства је била та што су били ослобођени обавезне државне службе.
На почетку 19. вијека (посебно након Отаџбинског рата) дио племства је био републикански настројен. Многи племићи су се учлањивали у масонске ложе или тајне антивладине организације. Ти племићи су активно учествовали и руководили декабристичком побуном, али су након гушења побуне од стране руске царске војске били затварани и протјеривани на Сибир због револуционарних дјела, а неки су били осуђени и на смрт вјешањем.
Након реформе кметства (1861) и с развојем капитализма, економско-друштвени положај племства је почео да слаби. Након Октобарске револуције (1917) племство је било укинуто на основу комунистичког декрета од 10. новембра 1917. године.

## Подјела
Руско племство се дијелило на:
- насљедно племство (племство се преносило директним потомцима) и
- лично племство (племство је било доживотно, али се није преносило директним потомцима).

Насљедно и лично племство је могло бити:
- титуловано племство и племство без титула;
- родословно племство и племство без родослова;
- имовно племство и племство без имања;
- древно племство.

Титуле племства су биле: барон, гроф и кнез.
Чланови и сродници Руског императорског дома носили су титуле великог кнеза и кнеза императорске крви.
У састав руског племства је улазило великоруско московско племство, украјинско козачко племство, остзејско племство, пољска и литванска шљахта, бесарабијско племство, грузијско, јерменско и инородно племство. Древном племству су припадали потомци древних кнежевских и бољарских породица.
Године 1858. насљедних племића је било 609.973, личних племића 276.809. Године 1870. насљедних племића је било 544.188, личних 316.994, а племића земљопосједника у Европској Русији је било 114.716.

### Насљедно племство
Насљедно племство се стицало на четири начина:
- даровао је император по својој вољи;
- на основу чина у активној државној служби;
- на основу ордена;
- на основу потомства од истакнутих личних племића и почасних грађана.

Један од основних начина стицања племства је било стицање племства на основу државне службе. У периоду 1722—1845, насљедно племство се стицало када би се стекло звање у XIV класи у Табели рангова и на основу ордена. У периоду 1845—1856, насљедно племство се стицало када би се стекло звање мајора и грађанског савјетника, и на основу Ордена Светог Георгија, Светог Владимира свих степена и за прве степене других ордена.
У периоду 1856—1900, насљедно племство се стицало када би се стекло звање пуковника, капетана 1. ранга и активног грађанског савјетника. Право стицања насљедног племство на основу потомства од истакнутих личних племића и почасних грађана се сачувало до 20. вијека, када је то право цар Николај II Александрович укинуо указом од 28. маја 1900. године.
У периоду 1900—1917, повисио се критеријум стицања племства на основу ордена — насљедно племство се стицало на основу Ордена Светог Владимира почевши од 3. степена. Ово ограничење је било уведено због тога што се Орден Светог Владимира 4. степена масовно додјељивао за хуманитарне заслуге.

### Лично племство
Лично племство се стицало на сљедеће начине:
- даровао је император по својој вољи;
- на основу чина у активној државној служби;
- на основу ордена.

Лично племство се преносило браком од мужа ка жени, али се није могло преносити дјеци и потомству. Права личног племства су имале удовице које нису припадале насљедном племству свештеника православне и јерменско-грегоријанске исповијести.
На основу Манифеста од 11. јуна 1845, лично племство се стицало на основу грађанског чина  класе (титуларног савјетника) и војног чина  класе (заставника) у Табели рангова. 

## Привилегије
Племство је имало сљедеће привилегије:
- право владања насељеним имањима (до 1861);
- ослобађање од обавезне службе (у периоду 1762—1874, касније је била уведена опште војна обавеза);
- право поступања у државну службу и на образовање у привилегованим научним заводима;
- право корпоративног организовања у племићке скупштине.

Сваки насљедни племић се записивао у родословну књигу губерније у којој је имао непокретну имовину. Племићи који нису имали непокретне имовине, записивани су у родословне књиге губернија у којима су њихови преци имали непокретну имовину.
Сви племићи који су стицали племство непосредно кроз чин или на основу ордена уписивани су у родословну књигу губерније гдје су живјели, без обзира да ли су имали икакву имовину. Касније је хералдички мајстор водио јединствену родословну књигу у коју је уписивао племиће без имовине, или племиће са имовином у губернијама које нису имале племићке установе.
Лични племићи се нису уписивали у родословну књигу. Од 1854. године они су се заједно са почасним грађанима уписивали у пети дио градске житељске књиге.
Једна од привилегија, коју су имали искључиво наследни племићи, била је имати породични грб. Грбове за сваку племићку породицу је потврђивао император и затим је такав грб остајао за свагда (измјене су се могле правити само по дозволи императора). Општи грбовник племићких родова Руске Империје био је установљен на основу указа од 20. јануара 1797. године. Он се чувао у Департману хералдике и садржавао је описе грбова сваког племићког рода.

## Руске племићке породице српског порекла
Неколико српских породица које су се одселиле у Русији, углавном у 18. веку стекло је племићке титуле различитог ранга:
- Божићи
- Владисавићи, грофови
- Војновићи, знаменити Бокељи у Руском царству
- Вујићи
- де Прерадовићи
- Змајевићи, грофови
- Зорићи
- Ивелићи, грофови
- Књажевићи
- Мазаровићи
- Милорадовићи, грофови
- Мирковићи
- Подгоричани, грофови
- Текелије
- Хорвати
- Шевићи
- Штерићи